# Halichoeres biocellatus
Halichoeres biocellatus es una especie de peces de la familia Labridae en el orden de los Perciformes.

## Morfología
Los machos pueden llegar alcanzar los 12 cm de longitud total.

## Distribución geográfica
Se encuentra desde las Filipinas hasta Samoa, sur del Japón y el sur de la Gran Barrera de Coral.